# Драфт НБА 1951 года
Драфт НБА 1951 года стал пятым ежегодным драфтом Национальной баскетбольной ассоциации. Драфт проходил 25 апреля 1951 года перед началом сезона 1951/51. Во время драфта десять оставшихся в НБА команд выбирали игроков из колледжей США. Этот драфт стал последним для команды «Три-Ситис Блекхокс», которая перед началом сезона переехала в Милуоки (Висконсин) и стала выступать под названием «Милуоки Хокс». Драфт состоял из 12 раундов и во время него было выбрано 87 игроков.
Джин Мельхиорр из университета Брэдли был выбран под первым выбором клубом «Балтимор Буллетс», однако он так и не сыграл ни одной игры в НБА из-за скандала, связанного с подтасовкой результатов матчей в студенческом чемпионате. Майер Скуг из Миннесотского университета был выбран перед драфтом клубом «Миннеаполис Лейкерс» как территориальный выбор.

## Драфт
|  | Игроки, выбранные в Зал славы баскетбола                   |
|  | Участники Матча всех звёзд и игроки сборной всех звёзд НБА |
|  | Участники Матча всех звёзд                                 |
|  | Игроки сборной всех звёзд                                  |
|  | Баскетболисты, не игравшие в НБА                           |

| Раунд | Выбор | Игрок           | Позиция | Гражданство | Команда                | Университет      |
| ----- | ----- | --------------- | ------- | ----------- | ---------------------- | ---------------- |
| T     | -     | Майер Скуг      | З       | США         | Миннеаполис Лейкерс    | Миннесота        |
| 1     | 1     | Джин Мельхиорр  | З       | США         | Балтимор Буллетс       | Брэдли           |
| 1     | 2     | Мел Хатчинс     | Ф/Ц     | США         | Три-Ситис Блэкхокс     | Бригам Янг       |
| 1     | 3     | Марк Фрайбергер | Ц       | США         | Индианаполис Олимпианс | Оклахома         |
| 1     | 4     | Зик Синикола    | З       | США         | Форт-Уэйн Пистонс      | Ниагара          |
| 1     | 5     | Джон Макконати  | Ф       | США         | Сиракьюз Нэшионалс     | Нортистерн Стэйт |
| 1     | 6     | Эд Смит         | Ф       | США         | Нью-Йорк Никс          | Гарвард          |
| 1     | 7     | Эрни Барретт    | З/Ф     | США         | Бостон Селтикс         | Канзас Стэйт     |
| 1     | 8     | Сэм Ранзино     | З       | США         | Рочестер Роялз         | НК Стэйт         |
| 1     | 9     | Дон Сандерлейдж | З       | США         | Филадельфия Уорриорз   | Иллинойс         |
| 2     | 10    | Джек Стоун      | З/Ф     | США         | Балтимор Буллетс       | Канзас Стэйт     |
| 2     | 11    | Билл Госсетт    | Ф/Ц     | США         | Три-Ситис Блэкхокс     | Колорадо A&M     |
| 2     | 12    | Скотти Стигал   | З       | США         | Индианаполис Олимпианс | Милликин         |
| 2     | 13    | Джек Кайли      | З       | США         | Форт-Уэйн Пистонс      | Сиракьюс         |
| 2     | 14    | Дон Сэвидж      | З/Ф     | США         | Сиракьюз Нэшионалс     | Ле Мойн          |
| 2     | 15    | Роланд Минсон   | З       | США         | Нью-Йорк Никс          | Бригам Янг       |
| 2     | 16    | Билл Гарретт    | Ф       | США         | Бостон Селтикс         | Индиана          |
| 2     | 17    | Рей Рагелис     | Ф       | США         | Рочестер Роялз         | Северо-Западный  |
| 2     | 18    | Мел Пэйтон      | З/Ф     | США         | Филадельфия Уорриорз   | Тулейн           |
| 2     | 19    | Лью Хитч        | Ф/Ц     | США         | Миннеаполис Лейкерс    | Канзас Стэйт     |

## Другие выборы
В список включены игроки, выбранные на драфт и сыгравшие хотя бы одну игру в НБА.
| Раунд | № драфта | Игрок           | Позиция | Гражданство | Команда                | Университет       |
| ----- | -------- | --------------- | ------- | ----------- | ---------------------- | ----------------- |
| 3     | 23       | Джейк Фендли    | Ф       | США         | Форт-Уэйн Пистонс      | Северо-Западный   |
| 3     | 24       | Бато Говедарица | З       | США         | Сиракьюз Нэшионалс     | Де Поль           |
| 3     | 27       | Фред Дьют       | З       | США         | Рочестер Роялз         | Святой Бонавентур |
| 4     | 31       | Джим Слотер     | Ц       | США         | Три-Ситис Блэкхокс     | Южная Каролина    |
| 4     | 32       | Билл Тошефф     | З       | США         | Индианаполис Олимпианс | Индиана           |
| 4     | 37       | Элмер Бенке     | Ц       | США         | Рочестер Роялз         | Брэдли            |
| 5     | 45       | Том Смит        | З       | США         | Нью-Йорк Никс          | Сэнт-Питер        |
| 5     | 48       | Майк Кирнс      | З       | США         | Филадельфия Уорриорз   | Принстон          |
| 6     | 51       | Джон Реннике    | З       | США         | Три-Ситис Блэкхокс     | Дрэйк             |
| 6     | 55       | Эл Макгвайр     | З/Ф     | США         | Нью-Йорк Никс          | Сент-Джонс        |
| 6     | 56       | Джеймс Луизи    | З       | США         | Бостон Селтикс         | Святой Франциск   |
| 7     | 68       | Джордж Демпси   | З       | США         | Филадельфия Уорриорз   | Кингс             |
| 8     | 77       | Джеймс Фелан    | З       | США         | Филадельфия Уорриорз   | Ла Салль          |